# Rekowski X

Herb Rekowski X

Rekowski X (Gynz-Rekowski, Gynz odmienny) – kaszubski herb szlachecki, odmiana herbu Gynz.

## Opis herbu
Opis z wykorzystaniem zasad blazonowania, zaproponowanych przez Alfreda Znamierowskiego:
W polu błękitnym z podstawą srebrną miecz srebrny, na prawo od miecza półksiężyc srebrny z twarzą w lewo, na lewo od miecza dwie gwiazdy srebrne w słup, w podstawie rak czerwony w prawo. Klejnot: nad hełmem w koronie pięć piór pawich. Labry błękitne, podbite srebrem.

## Najwcześniejsze wzmianki
Herb znany z prac badacza dziejów rodu, Wilhelma von Rekowskiego (Mitteilungen des Familienverbandes derer v. Rekowski (v. Rekowsky)).

## Rodzina Rekowskich
Rekowski to jedno z najbardziej znanych nazwisk kaszubskich. Pochodzi od wsi Rekowo. Wieś ta była od początku własnością odrębnych rodzin, które przyjmowały następnie wspólne nazwisko odmiejscowe. Wedle dokumentu z 1638, powołującego się na przywilej z 1528, w Rekowie siedziały rody: Wotoch, Stip, Dorzik, Mrozik oraz Fritz (Fritze, Friz). W XVIII-XIX wieku dzielili się na linie: Wantochów (Wotochów), Stypów, Wryczów (Wrycza) i Gynzów (Günz). Herb Rekowski X to jeden z czterech herbów skojarzonych z Rekowskimi-Gynzami, należał do drugiej linii rodziny, wywodzącej się od jednego z synów założyciela rodu.

## Herbowni
Rekowski (Reckowski, Reckowsky, Rekoskie, Rekowsky) z przydomkiem Gynz (Ginz, Güntz, Günz).
Zarówno Rekowscy bez przydomka jak i z przydomkami, notowani byli z szeregiem innych herbów. Pełna lista w haśle Rekowski.